# David Herrero
David Herrero Llorente (Bilbao, 18 ottobre 1979) è un ex ciclista su strada spagnolo, professionista dal 2002 al 2009.

## Carriera
Corridore completo, passa professionista nel 2002 con il team Euskaltel-Euskadi.
Durante la sua militanza con la squadra basca, durata cinque anni intervallati da una stagione con la Costa de Almeria-Paternina, si mette in mostra vincendo tappe nella Vuelta a Burgos, nella Bicicletta basca e nella Vuelta a Asturias.
Nel 2007 si trasferisce alla Karpin Galicia, e nel 2008 vince una tappa alla Vuelta al País Vasco 2008, gara ProTour. Conclude la carriera con la squadra galiziana (divenuta Xacobeo Galicia) a fine 2009.

## Palmarès
- 2003

1ª tappa Vuelta a La Rioja
- 2004

1ª tappa Vuelta a Asturias
Prueba Villafranca de Ordizia
- 2005

1ª tappa Clásica de Alcobendas
Gran Premio de Llodio
1ª tappa, 2ª semitappa Euskal Bizikleta
1ª tappa Vuelta a Burgos
- 2006

1ª tappa Euskal Bizikleta
- 2008

3ª tappa Vuelta al País Vasco
- 2009

4ª tappa GP Paredes Rota dos Móveis
3ª tappa Vuelta a la Comunidad de Madrid

## Piazzamenti

### Grandi Giri
- Tour de France

2004: 73º
2007: 33º
2008: 47º
2009: 28º
- Vuelta a España

2005: ritirato